# ليونيل مانويل
ليونيل مانويل (بالإنجليزية: Lionel Manuel)‏ هو لاعب كرة قدم أمريكية أمريكي، ولد في 13 أبريل 1962 في رانتشو كوكامونغا في الولايات المتحدة.

## وصلات خارجية
- ليونيل مانويل على موقع مرجع كرة القدم المحترفة.كوم (الإنجليزية)